# Glenea triangulifera
Glenea triangulifera é uma espécie de escaravelho da família Cerambycidae. Foi descrita por Per Olof Christopher Aurivillius em 1926.